# Serra de l'Oleguera
La Serra de l'Oleguera és una serra situada als municipis de Rubí i Ullastrell, a la comarca del Vallès Occidental, amb una elevació màxima de 312 metres.